# Цуханівське
Цуханівське — ботанічна пам'ятка природи місцевого значення. Об'єкт розташований на території Косівського району Івано-Франківської області, Кутське лісництво, квартал 19, виділ 20.
Площа — 15,0000 га, статус отриманий у 1993 році.